# Janina Stańkowska

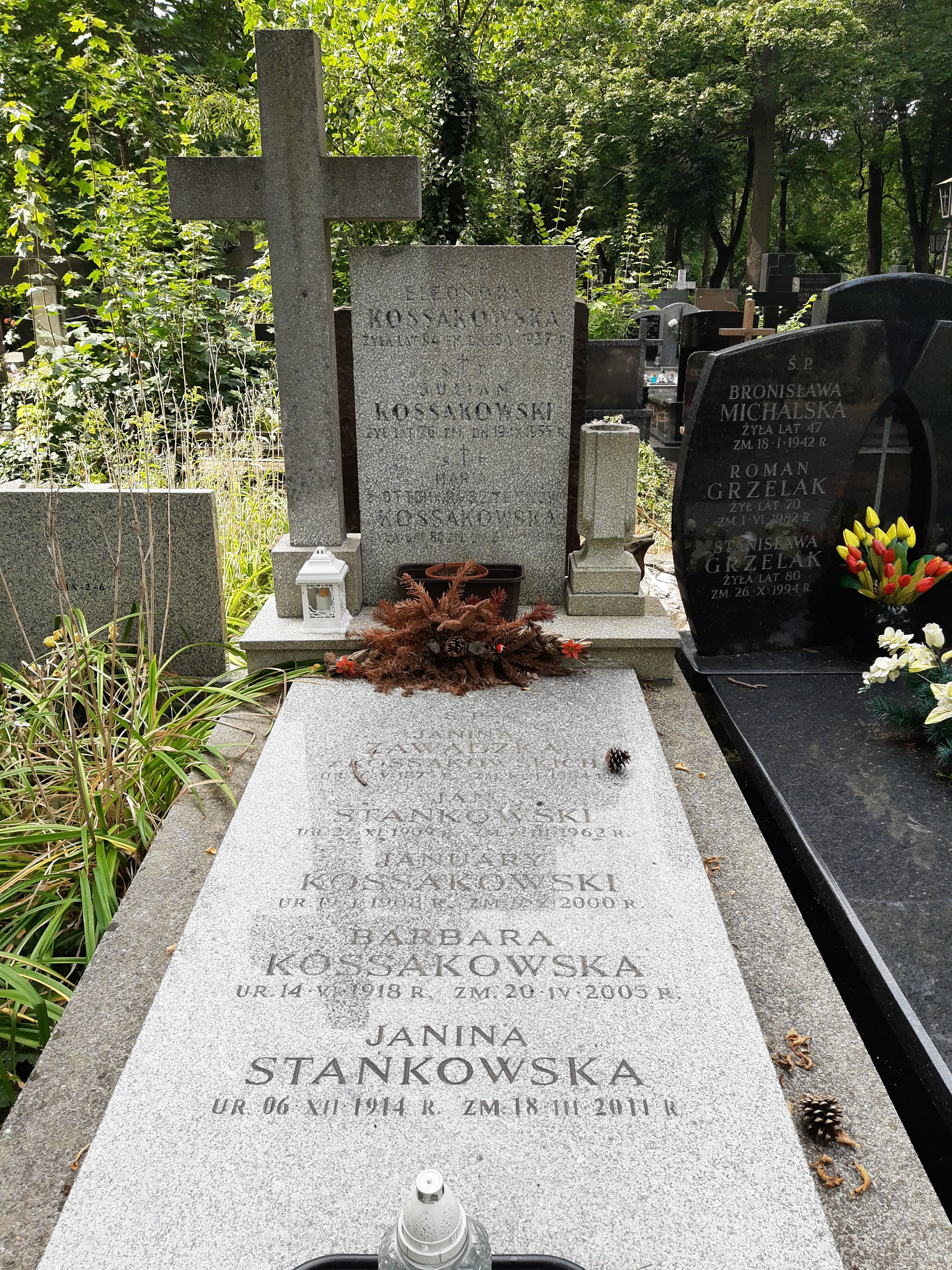
Grób Janiny Stańkowskiej na cmentarzu Bródnowskim

Janina Stańkowska (ur. 6 grudnia 1914 w Kielcach, zm. 18 marca 2011 w Warszawie) – polska architektka, malarka pejzażystka.

## Życiorys
Studiowała na Wydziale Architektury Politechniki Warszawskiej, który ukończyła w 1939. W 1945 została wraz mężem Janem Stańkowskim oddelegowana przez ministra odbudowy Michała Kaczorowskiego do Olsztyna, dokąd dotarła 23 marca 1945. Podjęła pracę w miejskim wydziale architektury, jedną z pierwszych jej prac był plan odbudowy i rozwoju Olsztyna. Od 1948 zajmowała stanowisko kierownika oddziału budownictwa w Wydziale Odbudowy Urzędu Wojewódzkiego. Tworzyła liczne projekty architektoniczne i urbanistyczne dla miast Warmii, Mazur i Mazowsza. Była autorką wielu obiektów użyteczności publicznej m.in. szkół i obiektów przemysłowych. Od 1955 do 1961 pełniła funkcję prezesa olsztyńskiego oddziału SARP, którego członkiem była od 1947. W 1962 wraz z rodziną powróciła do Warszawy, podjęła pracę w Pracowni Urbanistycznej miasta Warszawy, która funkcjonowała przy Naczelnym Architekcie Miasta. Janina Stańkowska była współautorem planu Warszawskiego Zespołu Miejskiego i Planu Ogólnego Warszawy. W 1974 przeszła do Biura Planowania Rozwoju Warszawy angażując się w tworzenie studium rozwoju i analizie programu rozwoju obszaru metropolitarnego. Do jej dokonań należy zaliczyć liczne publikacje dotyczące planowania przestrzennego i architektury. Od 1994 do 2000 przewodniczyła Klubowi Architekta „Woluta”. Poza pracą zawodową Janina Stańkowska zajmowała się malarstwem, należała do koła malujących architektów „Plener”, na rok przed śmiercią SARP zorganizował wystawę autorską jej prac.
Działalność zawodowa i społeczna została doceniona, architekt została uhonorowana Krzyżem Kawalerskim Orderu Odrodzenia Polski, Złotym Krzyżem Zasługi oraz Złotą Odznaką SARP. Pochowana została na cmentarzu Bródnowskim (kwatra 31A-1-5).